# Масанобу Фукуока
Масанобу Фукуока (福岡 正信 , 2. фебруар 1913. — 16. август 2008.) је био јапански сељак, земљорадник, филозоф и микробиолог, оснивач школе природне пољопривреде.
Масанобу Фукуока је био вероватно један од најзначајнијих теоретичара пољопривреде који су се појавили у нашем добу. Његов приступ пољопривреди и исхрани и његова животна филозофија су покренули читав низ покрета и отворили један сасвим нови стари свет – свет природне пољопривреде.
Заснивајући своју теорију и праксу на четири основна начела: без обраде (орања или копања), без ђубрива или компоста, без плевљења и без хемикалија, уводећи сасвим нови приступ пољопривреди (нпр. сејао је пре жетве), Фукуока је указао на правац којим би пољопривреда морала да иде, уколико желимо да ова планета буде удобан дом и за наше потомке. Доказао је да се без савремених пољопривредних мера могу постићи исти приноси као и са њима. Такође, показао је личним примером како се и људска исхрана може подредити природним токовима.

## Награде
- Награда Рамон Магсејсеј

## Књижевна дела
1. Природни пут земљорадње (The Natural Way of Farming. Translated by Frederic P. Metreaud. Tokyo and New York: Japan Publications, 1985)
2. Револуција једне сламке (The One Straw Revolution. Translated by Chris Pearce, Tsune Kurosawa, and Larry Korn. Emmaus, Pennsylvania: Rodale Press, 1978) - српско издање. 2008.  978-86-907933-1-0..
3. Повратак природи (The Road Back to Nature. Translated by Frederic Metreaud. Tokyo and New York: Japan Publications, 1987)